# Bernardo Souvirón Guijo
Bernardo Souvirón Guijo (Córdoba, España, 1953). es un escritor, profesor de lenguas clásicas, divulgador de
cultura helénica, músico, locutor de radio durante años y colaborador en diversos medios culturales.

## Biografía
Colaboró durante años en varios programas de Radio Nacional de España (De la noche al día, La noche menos pensada) junto a Manolo HH llevando una sección sobre la Antigüedad griega y romana. Dicho programa se clausuró en 2008 tras más de 10 años de difusión.
También fue colaborador habitual de la revista La Clave, dirigida por José Luis Balbín.
Como músico inició un proyecto en El Espinar llamado Swingdicato (enlace roto disponible en Internet Archive; véase el historial, la primera versión y la última)., siendo miembro fundador y bajista de dicha banda, dando unos 70 conciertos entre 2003-2004. El proyecto sigue en pie.
Actualmente jubilado, ejerció como profesor de Griego Antiguo y Cultura Clásica en el Instituto María Zambrano de El Espinar (Segovia) y como profesor y tutor de Latín en la Universidad Nacional de Educación a Distancia.

## Hijos de Homero, un viaje personal por el alba de Occidente

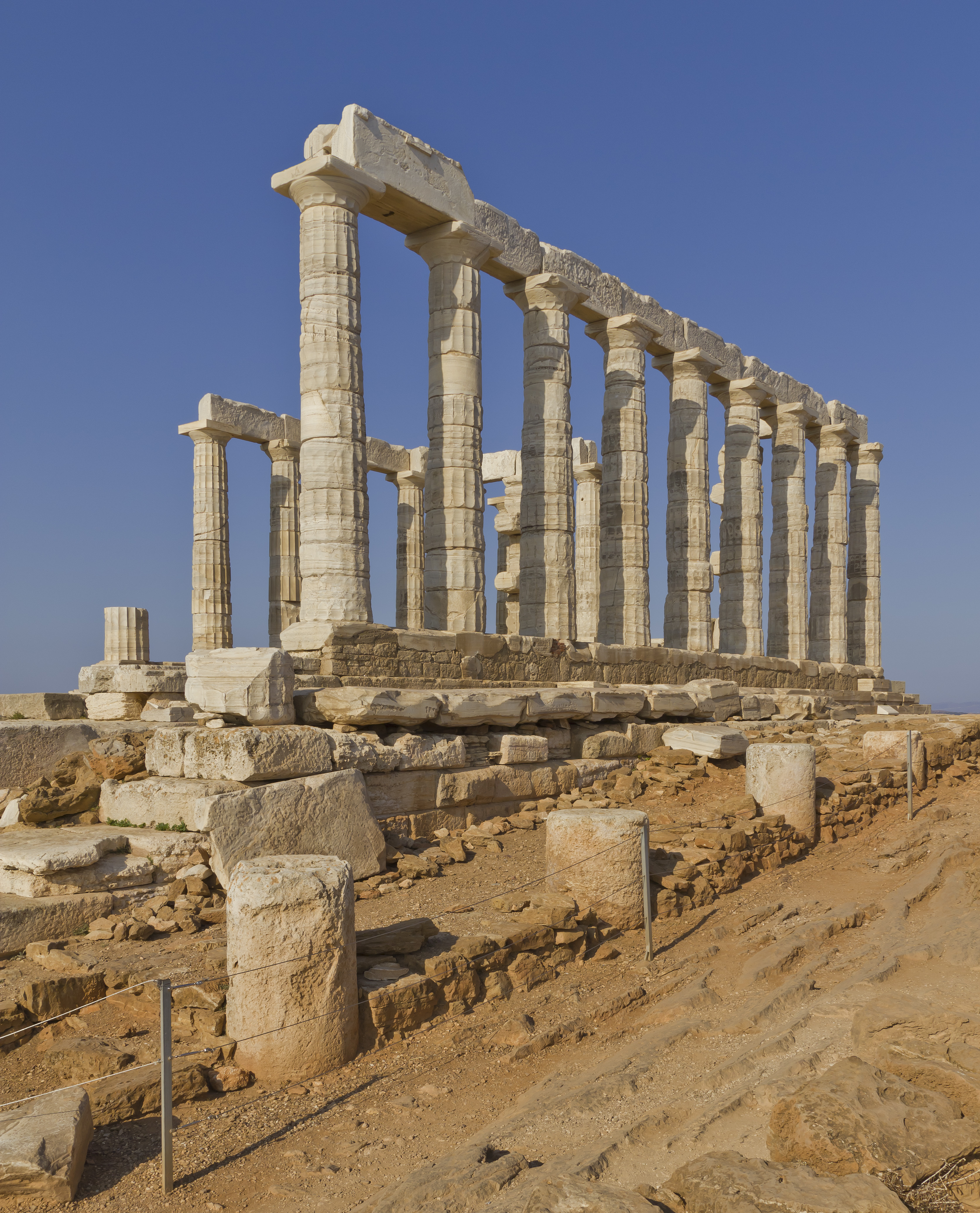
Templo de Poseidón en el Cabo Sunión.

En Hijos de Homero, Bernardo Souvirón realiza un viaje por los mitos, las antiguas civilizaciones griegas y por sus obras maestras - la Ilíada y la Odisea -. Enfocado hacia la trama principal e interesante que nos lleva este libro, la creencia absoluta de una civilización matriarcal y pacífica situada en la isla de Creta, la civilización Minoica, nombre tomado de su legendario rey Minos, sede del Minotauro y del laberinto de Cnosos, descubierto por Arthur Evans en 1901. Una civilización pacífica que fue invadida y transformada por las sucesivas invasiones indoeuropeas, más exactamente la civilización micénica y su llamada cultura de vergüenza, explicada perfectamente mediante los agentes externos como - Ate, Menos -, continuando por su sociedad, sistema monárquico y la situación de la mujer y su destierro legal explicado mediante los mitos de Pandora, Helena, Penélope e Ifigenia, mitos que los aqueos inculcaron profundamente en una sociedad altamente influenciada por la economía de guerra.
Continuando la lectura llegamos a la llamada Edad Oscura, nombre dado a la etapa que llega desde el colapso micénico (1200 a. C.) a la Época Arcaica (siglo VIII a. C.). Muchos son los autores que intentan dar explicación a ese tiempo en el que no tenemos prácticamente noticia alguna, tal vez catástrofes naturales, desolación de pueblos y culturas enteras, o más bien, invasiones exteriores como los pueblos del mar, los dorios, colapsando el mundo griego hasta tal punto que la incultura ocupó su terreno durante casi 400 años sin que se pudiera rescatar hasta los tiempos de Homero, algo que Souvirón pone en duda, preguntándose si fue exactamente una invasión exterior o tal vez un levantamiento interno, si esos años de oscuridad o enfermedad en los que tradicionalmente se debería haber continuado el movimiento artístico, la arquitectura de grandes edificios o la cerámica, no se llegaron a recuperar hasta pasado esos cuatro siglos oscuros, y en cambio se continuó hundiendo las raíces en los rasgos micénicos que supuestamente habían desaparecido durante ese periodo de incultura. Se plantean incógnitas en la llamada Edad Oscura.
Llegada la Época Arcaica (800 a. C. - 500 a. C.) momento cumbre de la cultura griega, la llegada de la individualidad de la persona, dejando un espacio para el pensamiento racional y la utopía de la libertad. Nacen las polis, el comercio y la gran colonización griega del mediterráneo por parte de navegantes aventureros que debido a la sténochôria que significa « estrechez de tierras », tuvieron que salir a buscar nuevos emplazamientos. Desde las columnas de Heracles hasta lo más profundo del Ponto Euxino, el Mar Negro. Se recuperan artes como la poesía y la prosa, dando paso de la épica a la prosa, comentando sus autores y sus estilos. La libertad de pensamiento, la elección de la persona, todo ello hasta el nacimiento de la democracia ateniense, y con ello el nacimiento del pensamiento occidental que nos legaron hasta la Edad Contemporánea.

## El Rayo y la Espada, una nueva mirada sobre los mitos griegos

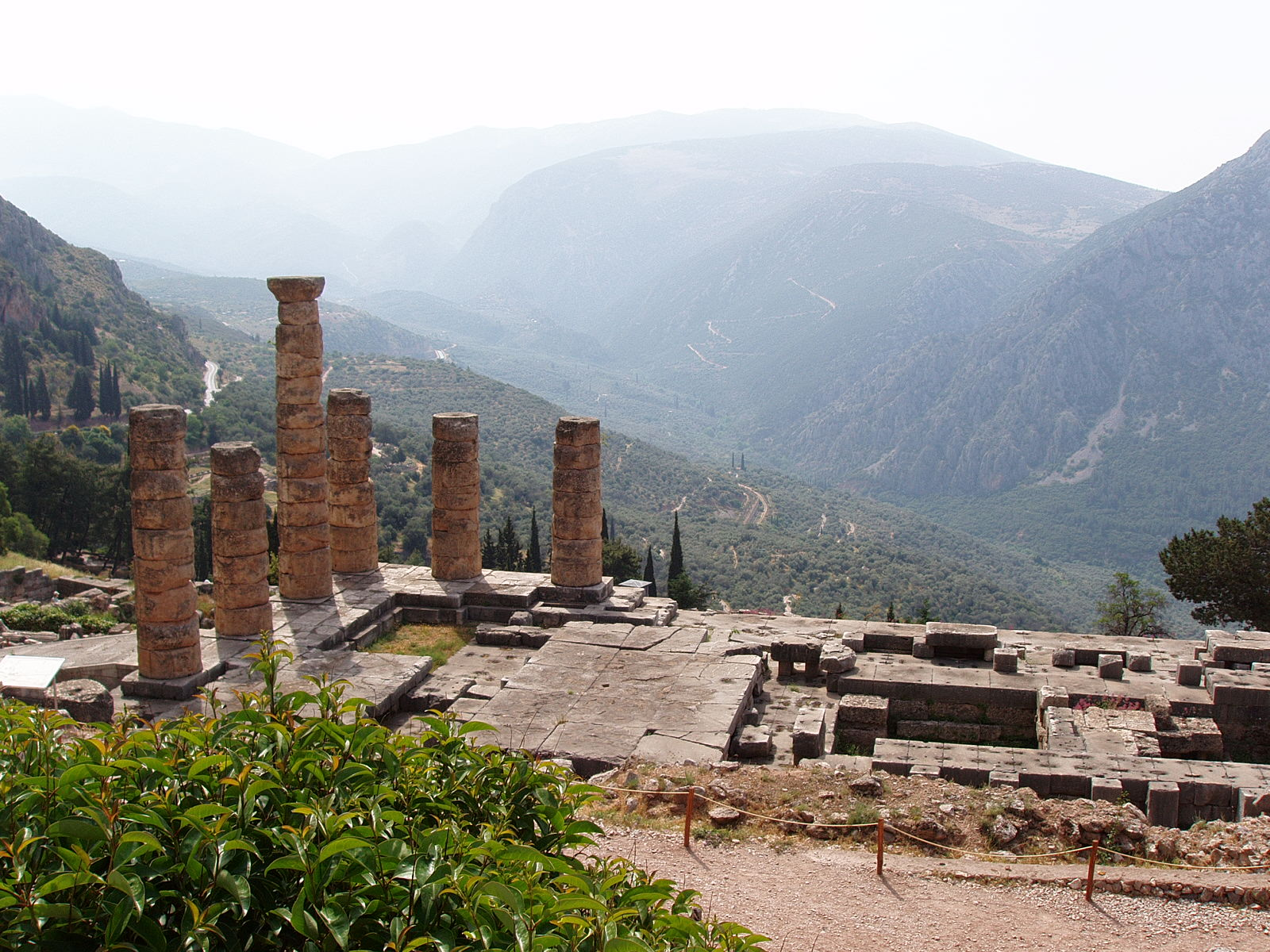
Templo de Apolo en las faldas del monte Parnaso, cerca de Delfos (Grecia).

El Rayo y la Espada I: Desde hace tres mil años la mitología griega ha ido formando el carácter de las sociedades occidentales. En este primer libro de la trilogía de El Rayo y la Espada, Bernardo Souvirón explica entre literatura y ensayo las historias de los mitos, desde los puntos que originan su nacimiento y su posterior evolución.
El Rayo y la Espada II: Al primer volumen le seguirá este segundo, con el todopoderoso Zeus como principal protagonista. Soberano de los dioses olímpicos y dios del cielo. Contando las luchas de poder en el Olimpo para establecer su dominio y poner orden, situación parecida vivida en las sociedades tanto modernas como antiguas de la tierra, una dicotomía que Bernardo Souvirón explicará en este paralelismo entre los dioses olímpicos y la tierra. Comparándola también a los demás dioses, como por ejemplo Dioniso o Artemisa. Su publicación se realizó el 24 de octubre de 2011.
El Rayo y la Espada III: Tercer y último volumen de la trilogía, centrado sobre todo en las obras maestra de Homero las cuales el autor considera de una fiabilidad absoluta, la Ilíada y la Odisea, y más concretamente en uno de sus principales personajes, Ulises y su participación en la Guerra de Troya y su largo y apasionante viaje por el mundo mediterráneo en su regreso a Ítaca para volver al hogar. Partiendo de esa base el autor dará sus reflexiones sobre el viaje, la llegada al fin del mundo según los griegos del héroe, la península ibérica y su largo divagar por el mar que los romanos luego llamaron Mare Nostrum. Actualmente (marzo de 2022) no se sabe con exactitud cuándo saldrá a la venta.

## Libros Publicados
- Mujer de Aire (descatalogado, 1980)
- Hijos de Homero, un viaje personal por el alba de occidente (Alianza Editorial, 2006) ISBN 978-84-206-2000-8

- Hijos de Homero, un viaje personal por el alba de occidente (Alianza Editorial Libros de Bolsillo, 2008) ISBN 978-84-206-4930-6
- El Rayo y la Espada I, una nueva mirada sobre los mitos griegos (Alianza Editorial, 2008) ISBN 978-84-206-8345-4
- El Rayo y la Espada II, una nueva mirada sobre los mitos griegos (Alianza Editorial, 2011) ISBN 978-84-206-6328-9
- Prometeo y el robo del fuego (RBA, 2016) ISBN 978-84-473-8649-9
- Dédalo y el vuelo de Ícaro (RBA, 2016) ISBN 978-84-473-8651-2
- Teseo. Rey de Atenas (RBA, 2017) ISBN 978-84-473-8707-6
- La caja de Pandora (Gredos, 2017) ISBN 978-84-473-8716-8
- Prometeo y el secreto del fuego (Gredos Editorial, 2018) ISBN 978-84-249-3791-1
- El laberinto del Minotauro (Gredos Editorial, 2018) ISBN  978-84-249-3790-4
- Los trabajos de Hércules (Gredos Editorial, 2018) ISBN  978-84-249-3790-4
- Las aventuras de Hércules (RBA, 2019) ISBN 978-84-9187-128-6